# Josep Maria Pujol Artigas
Josep Maria Pujol Artigas   (Rubí, 1934) és un empresari català que ha dedicat tota la seva vida professional al sector de la components per a automoció.
Ha estat alumne de l'Institut d'Estudis Superiors d'Empresa (IESE). El 1949, amb el fi d'assegurar un bon futur pel seu fill, el seu pare, Josep Pujol Sucarrats, va fundar juntament amb Josep Maria Tarragó Fabo l'empresa Pujol y Tarragó, un petit taller mecànic que fabricava cables de recanvi per al mercat d'automoció, i que ha derivat en Ficosa Internacional, de la que ara ell n'és president. Des de desembre de 1995 presideix també l'Associació Espanyola de Fabricants d'Equips i Components d'Automoció (Sernauto) i ha obtingut diversos guardons com empresari, entre ells Directiu 1995. Empresari de l'any 1996 i Dirigent de l'any 1996. El 1998 fou nomenat president del Patronat de la Universitat Internacional de Catalunya. El 2000 va rebre la 'Medalla de Oro al Mérito en el Trabajo' del Govern Espanyol. El 2002 va rebre la Creu de Sant Jordi.